# アイガルス・アピニス
アイガルス・アピニス（Aigars Apinis、1973年1月19日 - ）は、ラトビアのアイズクラウクレ (Aizkraukle) 出身の男子陸上選手。現在は同国のオグレ (Ogre, Latvia) に住んでいる。2000年のシドニーパラリンピックでパラリンピックに初出場し、円盤投F52と砲丸投F52で銅メダルを獲得した。2004年にはアテネパラリンピックに出場し、円盤投F52では4位に終わりメダル獲得はならなかったが、円盤投F52においては自己ベストの記録で2位のドイツのリコ・グラグラを大きく引き離し金メダルを獲得した。2008年にも北京パラリンピックに出場し円盤投F33/34/52、砲丸投F33/34/52の両方で世界記録を更新する記録を樹立し円盤投げでは金メダルを獲得し、砲丸投げでは階級の得点の差よりアルジェリアのカメル・カルジェナに敗れ、銀メダルの獲得となった。